# Stars on 54
Stars on 54 war eine internationale Supergroup. Sie bestand aus den US-amerikanischen Sängerinnen Ultra Naté und Jocelyn Enriquez sowie der niederländisch-deutschen Popsängerin Amber. Die Gruppe wurde für den Soundtrack zum Film Studio 54 (1998) zusammengestellt. Die Gruppe veröffentlichte lediglich den Song If You Could Read My Mind, eine Coverversion des gleichnamigen Titels von Gordon Lightfoot. Aus dem eher im Midtempo gehaltenen Folksong wurde in der Neubearbeitung ein schnellerer Dance-Song mit leicht angepasstem Text. Produziert wurde die Single von Danny Madden und dem deutschen Produzenten-Duo The Berman Brothers (Frank und Christian Berman). Die Single erschien auf dem Label Tommy Boy und wurde ein weltweiter Hit. Die Band selbst ist auch im Film zu sehen.
Der Gruppenname ist ein Wortspiel mit der niederländischen Band Stars on 45.

## Diskografie

### Singles
| Jahr | Titel Album                 | Höchstplatzierung, Gesamtwochen, AuszeichnungChartplatzierungen (Jahr, Titel, Album, Platzierungen, Wochen, Auszeichnungen, Anmerkungen) | Höchstplatzierung, Gesamtwochen, AuszeichnungChartplatzierungen (Jahr, Titel, Album, Platzierungen, Wochen, Auszeichnungen, Anmerkungen) | Höchstplatzierung, Gesamtwochen, AuszeichnungChartplatzierungen (Jahr, Titel, Album, Platzierungen, Wochen, Auszeichnungen, Anmerkungen) | Höchstplatzierung, Gesamtwochen, AuszeichnungChartplatzierungen (Jahr, Titel, Album, Platzierungen, Wochen, Auszeichnungen, Anmerkungen) | Anmerkungen                             |
| Jahr | Titel Album                 | DE | AT | UK | US | Anmerkungen                             |
| ---- | --------------------------- | --- | --- | --- | --- | --------------------------------------- |
| 1998 | If You Could Read My Mind – | DE5 (23 Wo.)DE | AT17 (12 Wo.)AT | UK23 (5 Wo.)UK | US52 (15 Wo.)US | Erstveröffentlichung: 16. November 1998 |